# Pleasureground

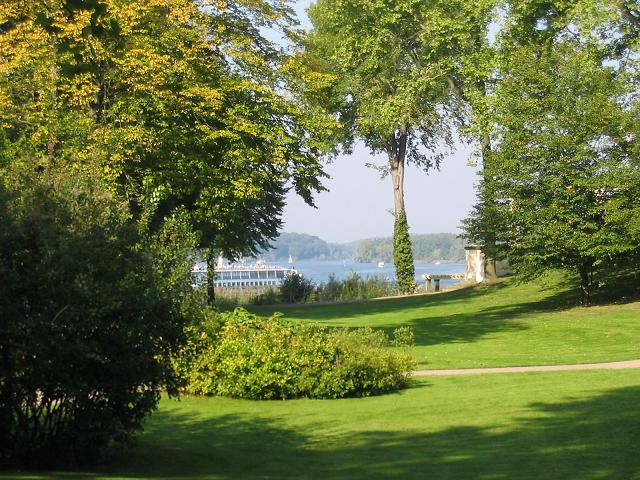
Rekonstruierter Pleasureground im Park Glienicke mit Sichtachse zum Jungfernsee der Havel

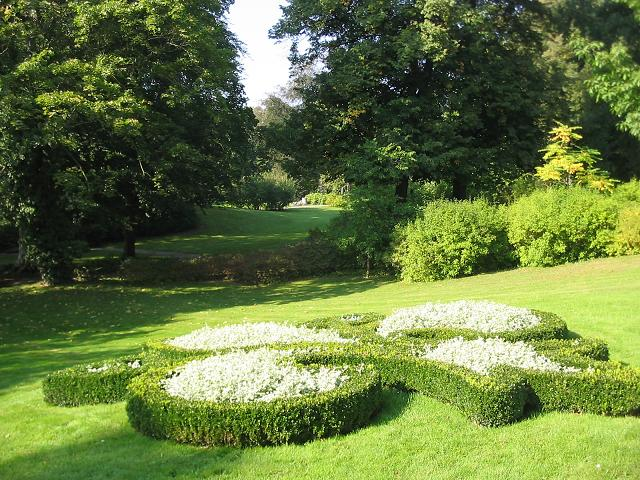
Blumenbeet im Pleasureground Glienicke

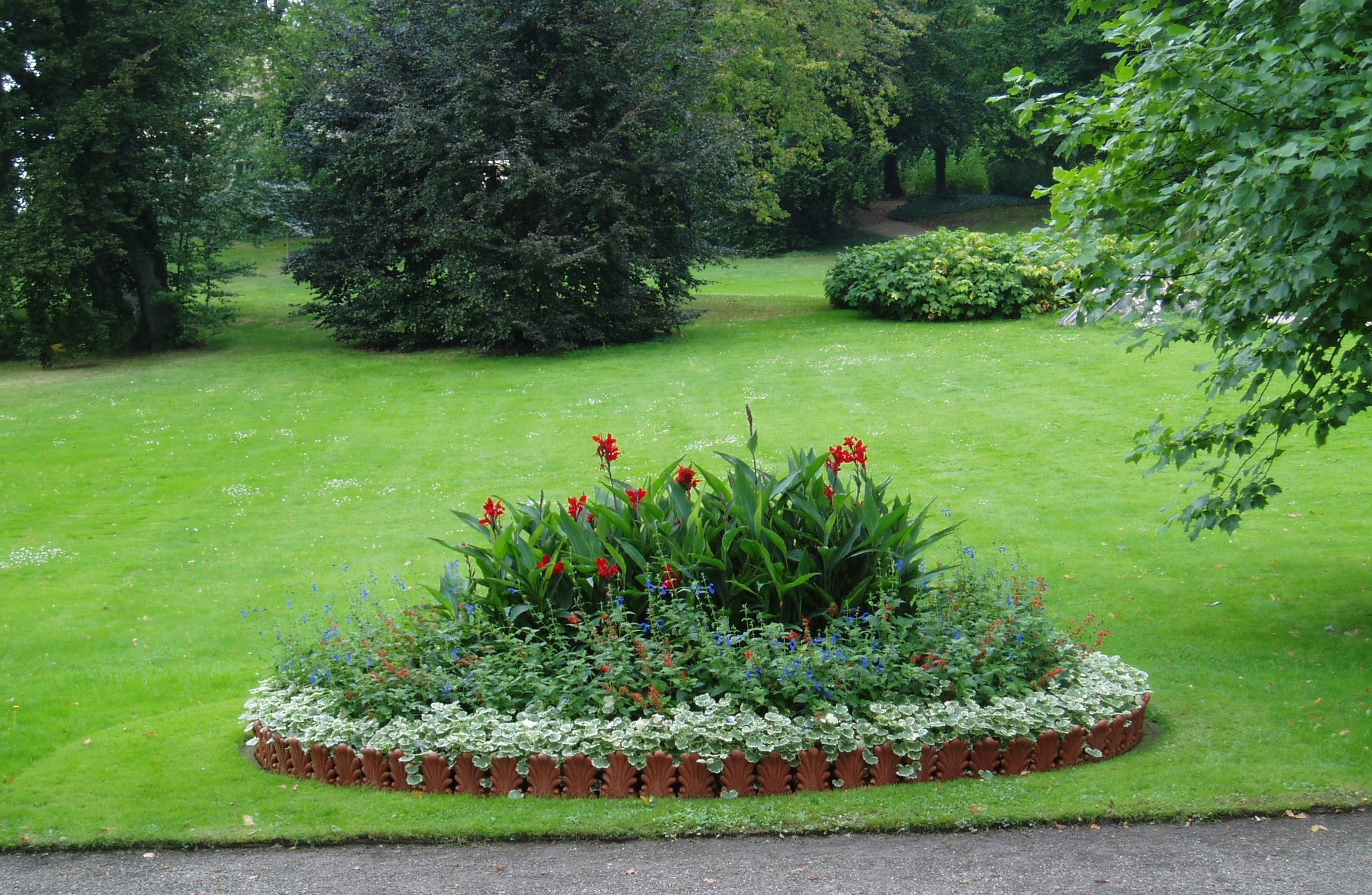
Blumenkorb mit Beeteinfassungssteinen aus Terrakotta

Der Pleasureground ist ein gebäudenaher Gartenabschnitt in Landschaftsparks englischen Stils, in dem im Unterschied zum außenliegenden Park die künstlerischen gegenüber den naturähnlichen Elementen der Anlage betont werden.

## Begriff
Der deutsche Landschaftskünstler Hermann Fürst von Pückler-Muskau erklärt die Bedeutung dieses Begriffs in seiner 1834 erschienenen Publikation Andeutungen über Landschaftsgärtnerei wie folgt:
„Das Wort pleasureground ist schwer genügend im Deutschen wieder zu geben, und ich halte es daher für besser den englischen Ausdruck beizubehalten. Dieser bedeutet ein an das Haus stossendes, geschmücktes und eingezäuntes Terrain, von weit grösserem Umfang als Gärten zu haben pflegen, gewissermassen ein Mittelding, ein Verbindungsglied zwischen dem Park und den eigentlichen Gärten.“
Und weiter: „[…] wenn der Park eine zusammengezogene idealisierte Natur ist, so ist der Garten eine ausgedehntere Wohnung […] man setze auf diese Art […] die Reihe der Gemächer, in vergrößertem Maßstab unter freiem Himmel fort, […]“

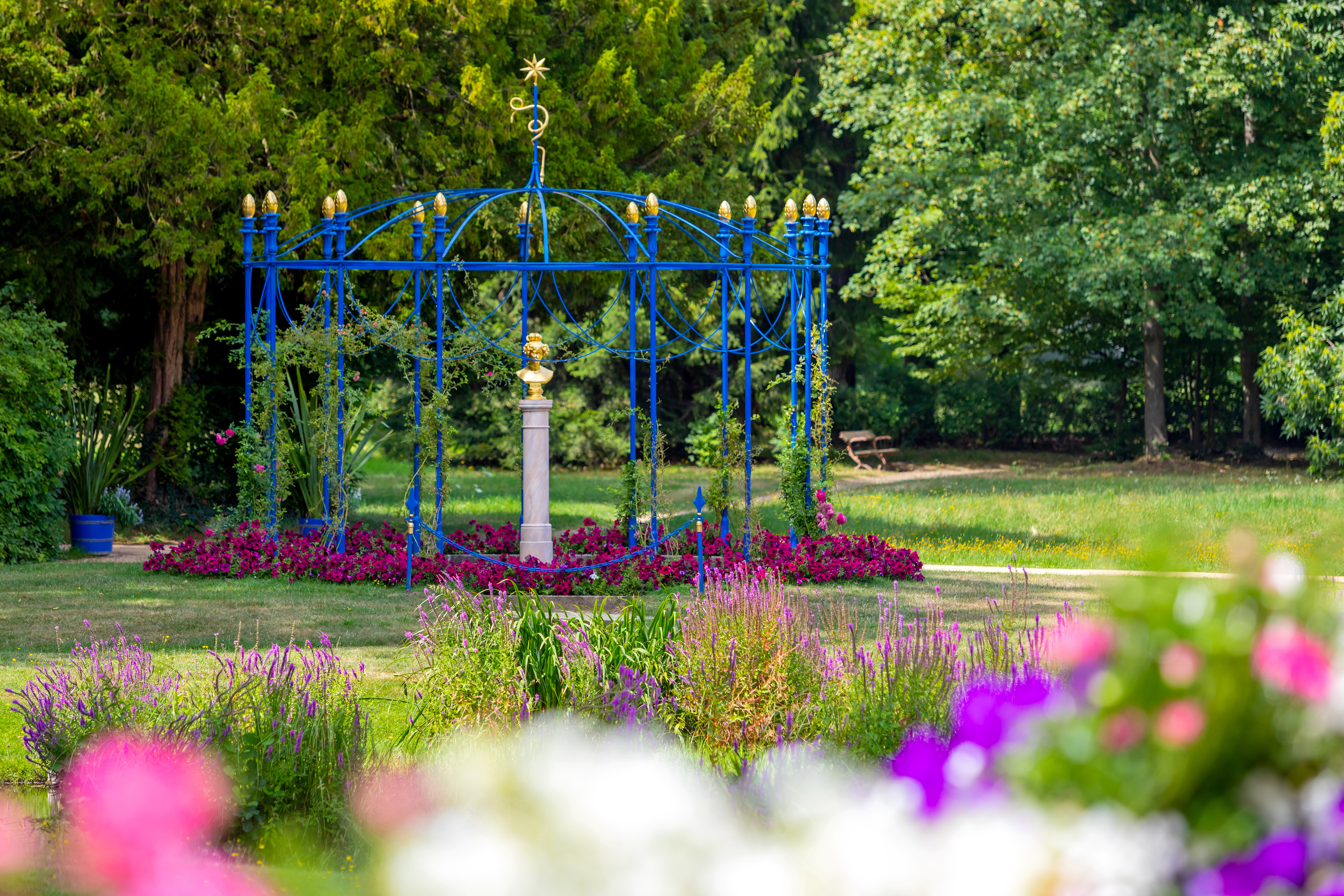
Rosenlaube im Pleasureground des Branitzer Parks von Fürst Pückler, 2019. SFPM, Andreas Franke

Pückler-Muskaus Beschreibung gilt einem der drei Abschnitte des englischen Landschaftsgartens, der sich von den Außenrändern zum darin liegenden Hauptgebäude hin ausgerichtet in Park, Pleasureground und Blumengarten gliederte. Meist war auch noch eine blumengeschmückte Terrasse am Gebäude selbst, sodass also der Übergang von der freien Landschaft zum Gebäude mehrfach abgestuft war.

## Geschichte
Der Gartentyp des Pleasuregrounds in Form einer aufgeschmückten Rasenfläche direkt am Haus war in England bereits in der Renaissance bekannt, ab der zweiten Hälfte des 18. Jahrhunderts wurde sie sehr beliebt. Gefördert durch den Landschaftsarchitekten Humphry Repton fand diese Aufteilung um 1800 auch in Deutschland Verbreitung und wurde unter anderem von Fürst Pückler-Muskau und Peter Joseph Lenné übernommen, die das Gestaltungskonzept in ihren Entwürfen für Muskau, Glienicke und Babelsberg anwandten. Der erste Pleasureground in Preußen ist wohl der von Lenné ab 1816 angelegte am Glienicker Schloss.

## Gestalt
Der Pleasureground ist ein gartenkünstlerisch besonders fein gestalteter Gartenabschnitt. Er besteht aus einer in vielen Abstufungen ausgeschmückten Rasenfläche direkt am Haus. Diese Rasenfläche ist sehr pflegeintensiv, denn das Wunschbild war, den Rasen wie einen „samtenen Teppich“ erscheinen zu lassen. Zur Ausschmückung gehören einheimische und exotische Pflanzen, die als Blumenteppiche in verschiedenen, meist geometrischen Formen angelegt wurden und, nach den Vorstellungen Reptons, geschmackvoll auf dem Rasen, meist in Wegenähe, verteilte, runde oder ovale Blumenkörbe, sowie besondere Solitärsträucher und -bäume, zudem Statuen, Wasserspiele, kleine Teiche oder Gartengebäude. Ein Zaun, der den Pleasureground vom übrigen Parkgelände abgrenzte, sollte zum einen die Trennung zwischen der idealisierten Natur des englischen Landschaftsgartens und der künstlerischen Gestaltung des Ziergartens sichtbar machen. Zum anderen erfolgte die Einfriedung aus pragmatischen Gründen, um weidendes Vieh oder Wildtiere vom Ziergarten fernzuhalten. Um den äußeren Teil des Pleasuregrounds herum, teilweise auch durch ihn hindurch, führt ein geschlängeltes Wegesystem („Gürtelweg“, englisch: belt-walk) in einem mit sanften Hügeln, Strauch- und Baumgruppen geformten Gelände zu verschiedenen Blickpunkten. Diese werden durch das Abschreiten erlebbar und geben Aussichten auf Bauwerke und die umliegende Landschaft frei, die so als Kulisse mit einbezogen wird.